# South Lancaster (Wisconsin)
Die Town of South Lancaster ist eine von 33 Towns des Grant County im US-amerikanischen Bundesstaat Wisconsin. Im Jahr 2010 hatte die Town of South Lancaster 843 Einwohner.
Town hat in Wisconsin eine grundlegend andere Bedeutung, als im übrigen englischsprachigen Bereich. Vielmehr entspricht sie den in den anderen US-Bundesstaaten üblichen Townships, die nach dem County die nächstkleinere Verwaltungseinheit bilden.

## Geografie
Die Town of South Lancaster liegt Südwesten von Wisconsin rund 15 km östlich des Mississippi, der die Grenze zu Iowa bildet. Rund 45 km südöstlich befindet sich die Grenze zu Illinois.
Die Town of South Lancaster liegt auf 42°48′24″ nördlicher Breite und 90°44′00″ westlicher Länge. Sie erstreckt sich über eine Fläche von 88 km² und umfasst einen großen Teil der Stadt Lancaster (Wisconsin), ohne dass diese einer Town angehört.
Die Town of South Lancaster liegt im Zentrum des Grant County und grenzt an folgende Nachbartowns:
| Town of Little Grant | Town of North Lancaster                     | Town of Liberty   |
| Town of Beetown      | Kompassrose, die auf Nachbargemeinden zeigt | Town of Ellenboro |
| Town of Waterloo     | Town of Potosi                              | Town of Harrison  |

## Verkehr
Der U.S. Highway 61 und der Wisconsin State Highway 35 verlaufen vierspurig ausgebaut auf einem gemeinsamen Streckenabschnitt von Nord nach Süd und der Wisconsin State Highway 81 in West-Ost-Richtung durch die Town of South Lancaster. Weiterhin führen noch die County Highways A und N durch das Gebiet. Alle weiteren Straßen sind weiter untergeordnete Landstraßen oder teilweise unbefestigte Fahrwege.
Der nächstgelegene Flugplatz ist der rund 30 km südwestlich der Town gelegene Cassville Municipal Airport. 

## Bevölkerung
Nach der Volkszählung im Jahr 2010 lebten in der Town of South Lancaster 843 Menschen in 266 Haushalten. Die Bevölkerungsdichte betrug 9,6 Einwohner pro Quadratkilometer. In den 266 Haushalten lebten statistisch je 2,69 Personen. 
Ethnisch betrachtet setzte sich die Bevölkerung zusammen aus 98,7 Prozent Weißen, 0,1 Prozent Afroamerikanern sowie 0,1 Prozent Asiaten; 1,1 Prozent stammten von zwei oder mehr Ethnien ab. Unabhängig von der ethnischen Zugehörigkeit waren 0,2 Prozent der Bevölkerung spanischer oder lateinamerikanischer Abstammung. 
24,2 Prozent der Bevölkerung waren unter 18 Jahre alt, 55,0 Prozent waren zwischen 18 und 64 und 20,8 Prozent waren 65 Jahre oder älter. 49,7 Prozent der Bevölkerung war weiblich.
Das mittlere jährliche Einkommen eines Haushalts lag bei 45.000 USD. Das Pro-Kopf-Einkommen betrug 20.079 USD. 23,1 Prozent der Einwohner lebten unterhalb der Armutsgrenze.

## Ortschaften in der Town of South Lancaster
Auf dem Gebiet der Town of South Lancaster befindet sich neben Streubesiedlung noch die gemeindefreie Siedlung Hurricane.